# Steven Isserlis
Steven Isserlis (Londres, 19 de diciembre de 1958) es un violonchelista británico. Fue nombrado Comendador de la Orden del Imperio británico (CBE) entre otros reconocimientos.

## Vida
Nació en el seno de una familia musical. Su abuelo, Julio Isserlis, era un judío de Rusia y uno de los doce músicos a los que se permitió salir del país en la década de 1920 para promover la cultura rusa, pero nunca regresó. En un programa de televisión el 29 de enero de 2014, Steven Isserlis reveló que a su llegada a Viena en 1922, su abuelo pianista encontró un piso, pero la propietaria, de 102 años de edad, se negó a tomar a un músico como inquilino, porque su tía había tenido como inquilino a un músico que era ruidoso y escupía en el suelo. Este inquilino fue Ludwig van Beethoven.
La madre de Steven era profesora de piano y su padre era un músico amateur. Su hermana Annette es intérprete de viola, y su otra hermana Rachel es violinista. Isserlis ha descrito cómo "escuchar música, tocar juntos", era una parte esencial de su temprana vida familiar.
A la edad de 14 años se trasladó a Escocia para estudiar bajo la tutela de Jane Cowan. De 1976 a 1978 Isserlis estudió en el Conservatorio de Música Oberlin con Richard Kapuscinski. Desde su juventud su héroe al violonchelo ha sido Daniil Shafran, al que Isserlis ha descrito así: «Su vibrato, su fraseo, su ritmo todo pertenecía a un todo único ... Era incapaz de tocar una nota sin sinceridad, su música hablaba del alma».

### Vida personal
Su esposa Pauline Mara, flautista, murió de cáncer en junio de 2010.

## Trayectoria profesional
Steven Isserlis actúa en solitario, en conciertos de cámara y con orquesta. Es un firme defensor de los compositores menos conocidos y de un mayor acceso a la música para el público más joven. Isserlis está comprometido con la interpretación auténtica y con frecuencia la lleva a cabo con instrumentos de época con las principales orquestas. Ha presentado a Beethoven con el fortepianista Robert Levin en Boston y Londres, y el Concierto para chelo de Dvorak con la Orquesta del Siglo de las Luces al mando de Sir Simon Rattle. También ha publicado varias ediciones y arreglos, principalmente para Faber Music, y fue asesor en nuevas ediciones de las sonatas de chelo y variaciones de Beethoven, así como de los conciertos para violonchelo de Dvorak y Elgar. Encargó una nueva orquestación del Concertino para chelo de Prokófiev al musicólogo Vladimir Blok, que fue estrenada el 11 de abril de 1997 en Cardiff, con la Orquesta Nacional de la BBC de Gales dirigida por Marcos Wigglesworth. En el otro extremo del espectro, Isserlis ha estrenado obras de compositores como John Tavener (que escribió el velo protector especialmente para el violonchelista), Lowell Liebermann, Carl Vine, David Matthews, John Woolrich, Wolfgang Rihm, Mijaíl Pletniov y Thomas Adès .
Isserlis toca el De Munck Stradivari, cedido por la Nippon Music Foundation. También es dueño de un Montagnana de 1740 y un Guadagnini de 1745, que interpretó exclusivamente de 1979-1998 y copropietario con David Waterman, chelista del Endellion Quartet.  Isserlis hizo su debut como director en febrero de 2008, con la Orquesta de Cámara de Irlanda en el National Concert Hall de Dublín .
Ha organizado diversos festivales con colaboradores a largo plazo como Joshua Bell, Stephen Hough, Mijaíl Pletniov, András Schiff, Denes Varjon, Olli Mustonen y Tabea Zimmermann, y los actores Barry Humphries y Simon Callow. Es el director artístico del Seminario Internacional de Músicos, Prusia Cove en West Cornwall, donde interpreta y enseña.
Las grabaciones de Isserlis reflejan la amplitud y el eclecticismo de su repertorio. Su reciente publicación de las revisiones para BIS incluye arreglos y reconstrucción de obras de Debussy, Ravel, Prokófiev y Bloch. 
Para Hyperion Records, Isserlis ha registrado la música para chelo y piano de Schumann (Dénes Várjon), y las suites completas de violonchelo solo de Bach, que ha ganado muchos premios, incluyendo el de "Disco del Año de los oyentes de la BBC Radio 3, el CD Review's, de Gramophone como Disco Instrumental del Año. Otras versiones incluyen dos grabaciones con Stephen Hough: las sonatas de Brahms, junto con obras de Dvorak y Suk; un disco aclamado de la música de violonchelo para niños, para BIS Records; y una grabación con Thomas Ades de su nueva pieza 'Lieux Retrouves'. Los lanzamientos recientes incluyen un disco en 2013 del Concierto para chelo de Dvorak con el Daniel Harding y la Orquesta de Cámara Mahler en Hyperion y las sonatas para chelo completas de Bohuslav Martinů, junto con una sonata para chelo de Olli Mustonen y Malinconia de Sibelius con el pianista / compositor Olli Mustonen en la etiqueta BIS en 2014, que recibió una nominación al Grammy.
Ha colaborado con las orquestas sinfónicas de Boston, Dallas y Toronto, Gewandhaus de Leipzig, Filadelfia y Philarmonia, y con batutas como Ashkenazy, Sakari Oramo, Colin Davis, Paavo Järvi, Ton Koopman o Eschenbach. Su interés por los instrumentos de época le ha llevado a desarrollar proyectos con la Orchestra of the Age of Enlightenment, la Academy of Ancient Music y Hogwood y la Orquesta de los campos Elíseos y Herreweghe.

### Visión musical
Respecto a su visión de la interpretación musical dice: "Creo que la música es como una religión y una ciencia. La religión porque la música tiene que ser sagrada, naturalmente. Existe un verdadero deber moral de hacer justicia a lo que se entiende como la visión del compositor. Ciencia porque si nos fijamos en la puntuación, si realmente se lee correctamente, que está dando pautas detalladas se puede deducir lo que quería decir el compositor.

### Obra literaria y de divulgación
Isserlis también es autor de artículos de opinión y ha publicado varios libros de divulgación musical como "¿Por qué Beethoven tiró el estofado?" y "¿Por qué a Händel se le movía tanto la peluca?", los cuales han sido traducidos a diversos idiomas. Acerca de esta actividad afirma: 

«Me gusta escribir. Si no hubiera sido violonchelista habría sido escritor. Me encanta leer. Me gusta el proceso de la escritura. Cuando escribo, sólo estoy describiendo. Describiendo la música. No podría escribir ficción.»

## Discografía
Conciertos y otras composiciones
- 1990 – Kabalevski: Concierto para violonchelo n.º 2; Prokofiev: Concertino para violonchelo, op. 132, Sonata para violonchelo, op. 133. Orquesta Filarmónica de Londres, Dir. Andrew Litton (1988-1989, Virgin Classics) (OCLC 26130738)
- 1992 – Tavener: The Protecting Veil, Thrinos; Britten: Suite para violonchelo n.º 3 op. 87. Orquesta Sinfónica de Londres, Dir. Gennadi Rozhdéstvenski (Virgin Classics).
- 2000 – Saint-Saëns: Conciertos para violonchelo n.º 1 & n.º 2. Orquesta Sinfónica de Londres, Dir. Michael Tilson Thomas; Orquesta Sinfónica de la NDR, Dir. Christoph Eschenbach (BMG)
- 2001 - Richard Strauss: Don Quixote, op. 35; Romanza para violonchelo y orquesta en Fa mayor; Sonata para violonchelo y piano en Fa mayor, op. 6 - Con: Stephen Hough, piano. Orquesta Sinfónica de la Radio de Baviera, Dir: Lorin Maazel (RCA Red Seal)
- 2006 – Children's cello piezas de Boccherini, Sibelius, Bryars, Frank Bridge, Poulenc, Popper, Mendelssohn, Cassadó… (2005, BIS) (OCLC 827730644)
- 2009 – Schumann: Fantasiestücke, op. 73; Adagio y allegro, op. 70; Romanzas op. 94; Stücke im Volkston, op.102; Sonata para violín n.º 3 [arr. Isserlis]. Dénes Várjon, piano (Hyperion CDA67661)
- 2010 – ReVisions. Incluye: Debussy: Suite para violonchelo y orquesta [arr. Sally Beamish]; Ravel: Deux mélodies hébraïques [arr. Richard Tognetti]; Prokófiev: Concertino para violonchelo, op. 132 [completado por Rostropovitch, arr. Vladimir Blok]; Bloch: From Jewish life [arr. Christopher Palmer]. Tapiola Sinfonietta, Dir. Gábor Takács-Nagy (2009, BIS) (OCLC 823751694)
- 2013 – Dvořák: Concierto para violonchelo, op. 104, Concierto para violonchelo en la mayor, D. 10. [orq. Günter Raphael]. Orquesta de Cámara Mahler, Dir. Daniel Harding (2012, Hyperion CDA67917) (OCLC 858637045)
- 2015 – Prokofiev & Schostakovitch: Conciertos para violonchelo. Orquesta Sinfónica de la Radio de Frankfurt, Dir. Paavo Järvi ( 2013, Hyperion) (OCLC 904403099)
- 2016 – Elgar, Walton, Gustav & Imogen Holst: Conciertos para violonchelo. Orquesta Philharmonia. Dir. Paavo Järvi. (Hyperion CDA68077).

Música de cámara
- 1990 – Martinů: Sonatas para violonchelo. Peter Evans, piano (1988, Hyperion CDH55185) (OCLC 23048501)
- 1990 – Ravel: Trío con piano. Joshua Bell, violín; Jean-Yves Thibaudet, piano (1990, ecca 425 860-2)
- 2003 – Rachmaninov & Franck: Sonatas para violonchelo. Stephen Hough, piano (2002, Hyperion CDA67376)
- 2005 – Tavener: Svyati Incluye: Svyati; Eternal Memory; Akhmatova songs; Chant; The Hidden Treasure. Patricia Rozario, soprano; Daniel Philips & Krista Bennion Feeney, violín; Todd Philips, viola; Coro de Cámara de Kiev, dir. Mykola Gobdych; Virtuosos de Moscú, dir. Vladímir Spivakov (RCA Red Seal 64278)[9]
- 2007 – Bach: Suites para violonchelo solo (2005, 2CD Hyperion CDA67541/2)
- 2015 – Martinů: Sonatas para violonchelo. Olli Mustonen, piano (enero de 2013, BIS) (OCLC 908766401)
- 2014 – Beethoven: Sonatas para violonchelo. Robert Levin, piano (2CD Hyperion 67981)

## Premios y reconocimientos
A lo largo de su carrera ha recibido diversos galardones y reconocimientos:
- 1998 – Comendador de la Orden del Imperio británico (Commander of the Order of the British Empire) CBE
- 2000 – Premio Robert Schumann de la ciudad de Zwickau
- 2013 – Salón de la Fama de Gramophone, siendo uno de los dos violonchelistas vivos incluidos en esta lista.
- 2017 – Premio del Festival de Música Original de Glashütte.
- 2017 – Medalla de oro de Wigmore Hall.
- 2017 – Medalla Walter Willson Cobbett por Servicios a la Música de Cámara.